# Ulrich Fleischmann

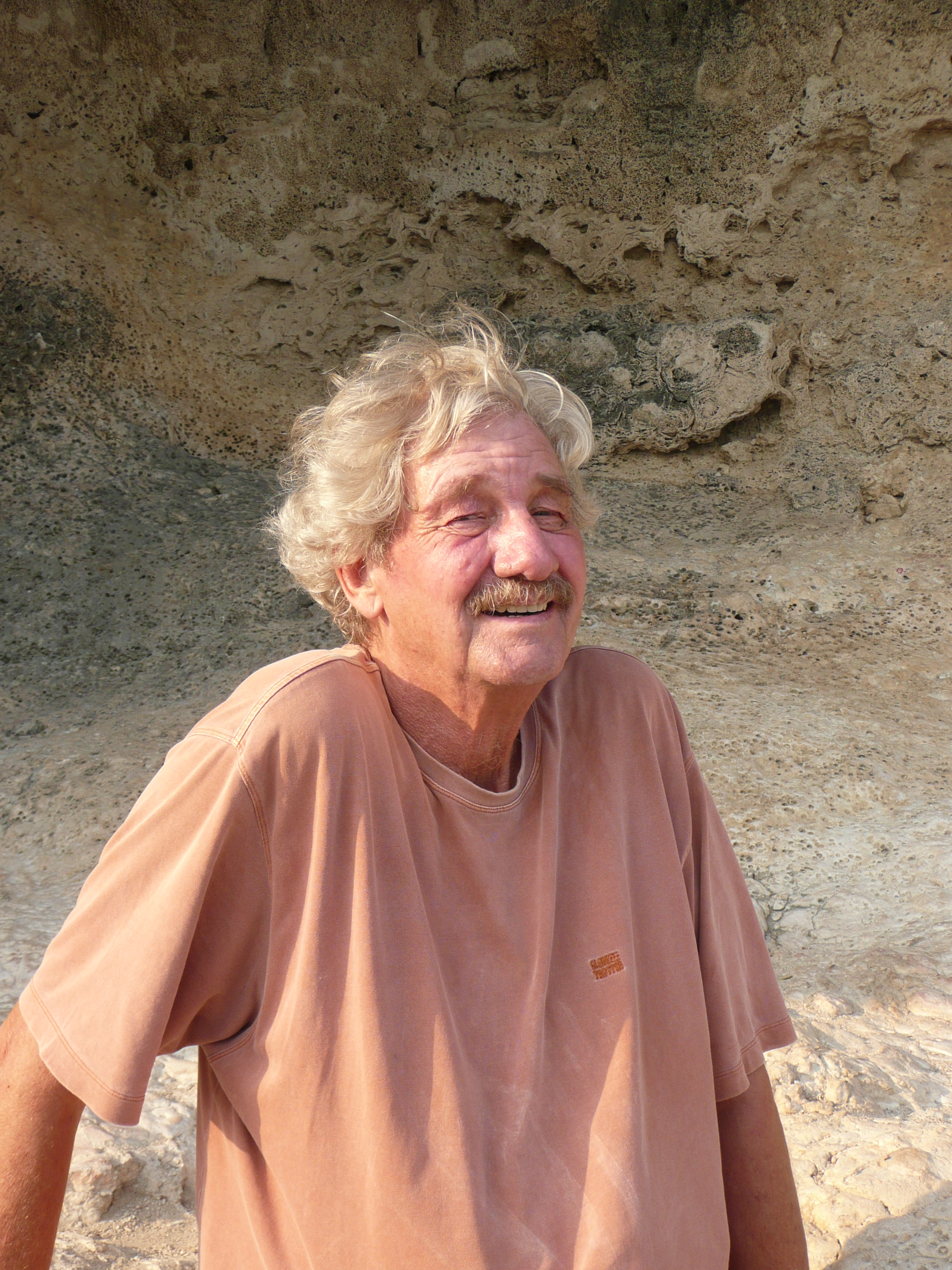
Ulrich Fleischmann (2008)

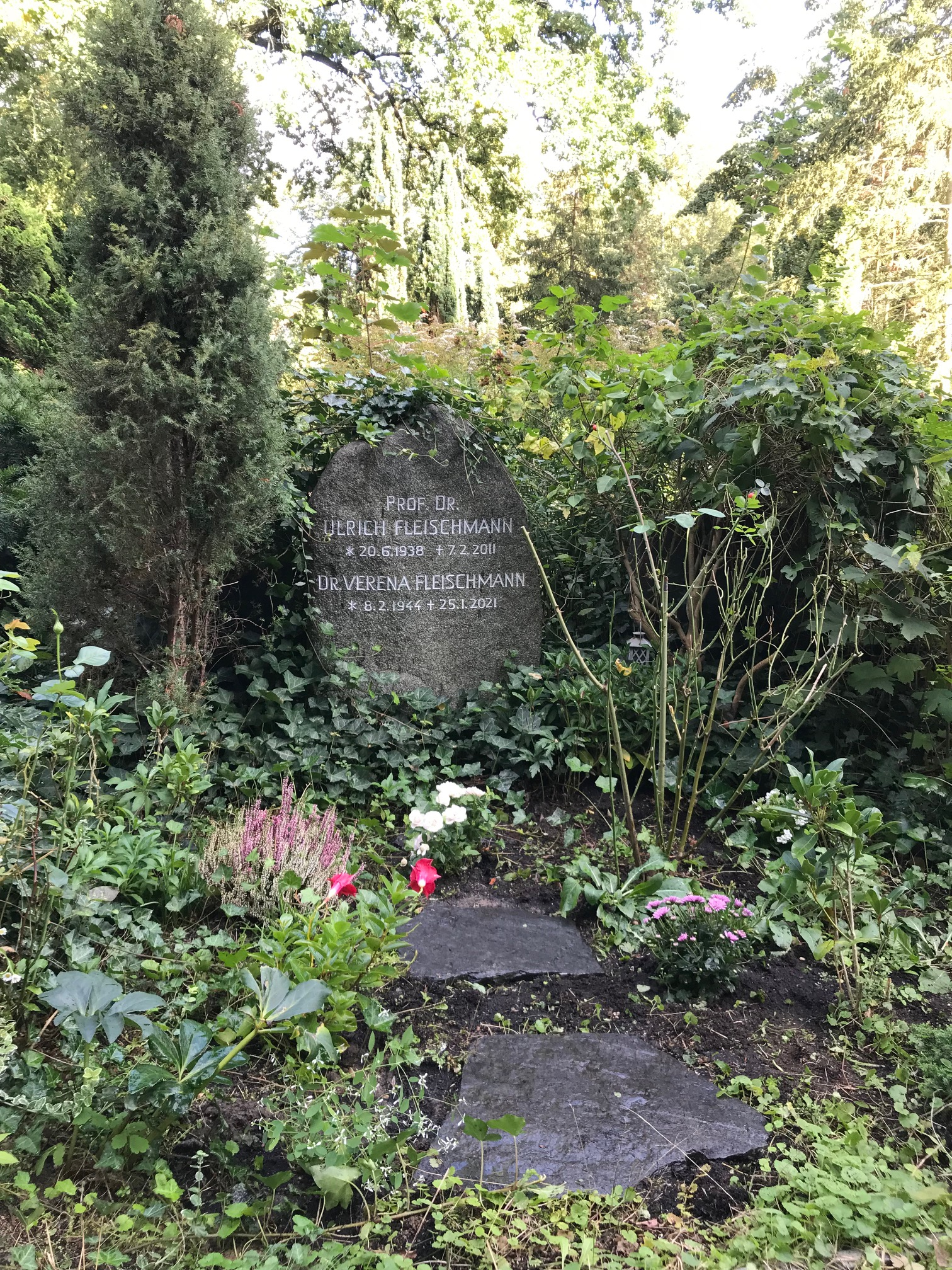
Das Grab von Ulrich Fleischmann auf dem evangelischen Luisenkirchhof III in Berlin-Charlottenburg.

Ulrich Fleischmann (* 20. Juni 1938 in Rothenburg ob der Tauber; † 7. Februar 2011 in Berlin) war ein deutscher Karibikforscher, der für seine Arbeiten internationales Renommee erhielt.

## Leben und Werk
Fleischmann studierte Romanistik, Soziologie und Ethnologie in München und Paris. Im Jahr 1967 promovierte er mit einer Studie über die Literatur Haitis zum Dr. phil. Im Jahr 1980 habilitierte er an der Freien Universität Berlin mit einer Arbeit über die Sozialgeschichte der Kreolsprachen. Fleischmann übernahm nun von 1981 bis 1982 eine Vertretungsprofessur an der Universität Bayreuth. Ab 1982 wurde er am Institut für Romanische Philologie tätig, ab 1985 bis zu seinem Ruhestand 2003 dann am Lateinamerika-Institut der Freien Universität Berlin. Während seiner akademischen Karriere hatte er diverse Gastprofessuren inne, unter anderem an der University of Ibadan in Nigeria, an der University of Warwick in England, an der Universidade Federal de Rio de Janeiro, an der Universidad de Costa Rica und an der Universidad Iberoamericana in Mexiko.
Fleischmann war eines der Gründungsmitglieder der Gesellschaft für Karibikforschung, der er viele Jahre auch als Vorsitzender vorstand. Des Weiteren gehörte er der Arbeitsgemeinschaft Deutsche Lateinamerika-Forschung (ADLAF) sowie dem Comité International des Études Créoles an und war Vorsitzender der Asociación de Estudios de Literatura y Sociedad de América Latina (AELSAL).
Bei der Etablierung der Region der Karibik als transdisziplinäres Forschungsgebiet leistete er durch seine literatur-, sprach- und kulturwissenschaftlichen Arbeiten einen erheblichen Anteil. Die von ihm gefertigten Studien zur Literatur und Gesellschaft Haitis sowie über die Kreolsprachen und Kulturen gelten als Pionierarbeiten der Karibistik im deutschsprachigen Raum. Weitere Forschungsarbeiten befassten sich mit den Literaturen Hispanoamerikas und Brasiliens.
Fleischmann starb Anfang Februar 2011 nach kurzer schwerer Krankheit im Alter von 72 Jahren. Er war verheiratet und hatte zwei Töchter. Seine Tochter Stephanie war von 2005 bis 2011 Dozentin für spanische und lateinamerikanische Kulturwissenschaft an der Universität Mainz und war seit 2012 Post-Doc-Stipendiatin des Graduiertenkollegs „Zwischen Räumen“ an einem Projekt über emotionale Kälteerscheinungen in globalisierten Textwelten neuer lateinamerikanischer Romane und Erzählungen an der Freien Universität Berlin.

## Werke

### Wissenschaft
- Ideologie und Wirklichkeit in der Literatur Haitis, Berlin 1969; französisch: Ecrivain et société en Haïti, Montréal 1976; kreolisch: Idéyoloji ak réyalité nan litérati ayisyèn, Genf 1981 (Dissertation)
- Aspekte der sozialen und politischen Entwicklung Haitis, Stuttgart 1971
- Das Französisch-Kreolische in der Karibik. Zur Funktion von Sprache im sozialen und geographischen Raum, Tübingen 1986; kreolisch: Kreyòl Franse donnen nan Karayib la. Antanke lang anndan yon lespas sosyal ak jeyografik, Fribourg 1987 (Habil.schrift)
- (Hrsg. mit Ineke Phaf-Rheinberger) El Caribe y América Latina. Actas del III. Coloquio Interdisciplinario sobre el Caribe efectuado el 9 y 10 de noviembre de 1984. 3. Interdisciplinary Colloquium about the Caribbean, Frankfurt 1987
- (Hrsg. mit Thomas Bremer) History and histories in the Caribbean, Madrid/Frankfurt 2001
- (Hrsg. mit Gordon Collier) A Pepper-Pot of Cultures. Aspects of Creolization in the Caribbean (Matatu 27-28), Amsterdam 2004
- (Hrsg. mit Léon-François Hoffmann und Frauke Gewecke) Haïti 1804. Lumières et ténèbres. Impact et résonances d'une révolution, Madrid/Frankfurt am Main 2008

### Reiseführer und Bildbände
- Dominikanische Republik, Köln 1991, 1997, 2003; (mit Stephanie Fleischmann) 2009 (DuMont-Reise-Taschenbücher 2034)
- (mit Eberhard B. Freise) Mauritius, München/Berlin 1991, 1995 (Bucher’s Fernreisen 59)
- Karibische Inseln, München 1991, 1993, 1996 (Bucher’s Fernreisen 54)
- Algarve, München 1993, 1995, 1998 (Bucher’s Reisebegleiter 73) (englisch: Oxford 1992)
- Costa Rica, Köln 1995 (DuMont-Reise-Taschenbücher 2105)
- Portugal, München 1995, 1999
- Ecuador und Galápagos-Inseln, Ostfildern 2000 (HB-Bildatlas, Special  63)